# Simferòpol
Simferòpol (ucraïnès: Сімферополь, en rus: Симферополь, en grec antic Συμφερόπολις, 'Simferópolis', que vol dir ciutat del bé comú) és la capital de la República Autònoma de Crimea a Ucraïna, ocupada per Rússia. És també capital del districte de Simferòpol. La ciutat està dividida en tres districtes: Zalíznitxni, Centralni, i Kívski, quatre establiments urbans (Ahrarne, Aeroflotski, Hriesivski, Komsomolske) i un poble (Bitumne). Era també la capital del Districte Federal de Crimea a Rússia fins 2016.

## Història
Hi ha proves arqueològiques de l'existència d'un important assentament escita; el conjunt és anomenat Nova Ciutat Escita (Grec: Scythia Neapolis); els escites hi van viure entre el segle iii aC i el segle iv. El lloc va restar abandonat fins al segle xvi quan els kans de Crimea hi van construir una fortalesa per protegir la seva capital Baghče Saray dels atacs dels nòmades. El seu nom fou Aqmescit o Ak Mecet. Fou la residència del príncep hereu (Qalğa-Sultan) el palau del qual estava una mica allunyat de la ciutat que havia sorgit al costat de la fortalesa.
El 1736 fou destruïda per l'Imperi Rus. La van reconstruir ells mateixos després de l'annexió de Crimea (1783), iniciant les obres el 1784, i prenent el nom de Simferòpol, derivat del grec Συμφερόπολις (Symferopolis), que volia dir Ciutat Útil " El 1802, Simferòpol fou declarada capital del govern de la Taurida. Fou el quarter general de l'exèrcit de l'Imperi Rus a la guerra de Crimea (1853-1856) i cementiri per trenta mil soldats.
A la guerra civil fou quarter general de Wrangel, el cap blanc anti bolxevic però fou ocupada per l'Exèrcit Roig el 18 d'octubre de 1921. Simferòpoll fou llavors capital de la República Socialista Soviètica Autònoma de Crimea, mentre va existir (fou dissolta el 30 de juny de 1940). Fou llavors afegit a la República Socialista Federada Soviètica de Rússia. Els alemanys la van ocupar l'1 de novembre de 1941; la policia NKVD va fer una matança de presoners el 31 d'octubre de 1941 a l'edifici de la policia de la ciutat. Fou objecte d'altre atrocitats, morint 22.000 ciutadans, ucraïnesos, russos, jueus, krimtxacs (turcs jueus), tàtars de Crimea i gitanos; en un sol dia el 13 de desembre de 1941 van morir 14.300 persones.
Els alemanys es van retirar sota l'empenta de l'Exèrcit Roig el 13 d'abril de 1944. Els tàtars de Crimea foren deportats a l'Àsia central per haver col·laborat amb els alemanys. L'óblast soviètic de Crimea fou transferida de la República Socialista Federada Soviètica de Rússia a la República Socialista Soviètica d'Ucraïna el 19 de febrer de 1954. El 1990 va passar a formar part de la nova República Autònoma de Crimea, dins Ucraïna, reconeguda el 1991.
Va donar nom a un planeta descobert el 1970 (2141 Simferopol). El tàtars van poder tornar als anys noranta i reclamen les seves terres.

### Adhesió a Rússia
L'11 de març del 2014 es convertí en la capital de la República de Crimea després de declarar la seva independència d'Ucraïna i la seva adhesió a la Federació Russa.
El 14 de setembre del mateix any, s'hi celebraren eleccions municipals, i fou la seva primera elecció parlamentària després de la reunificació amb Rússia el 16 de març del 2014. Durant la primera sessió, el Consell de la Vila de Simferòpol nomenà Gennadi Bakhàrev com Cap Interí de l'Administració de Simferòpol mentre que l'alcalde titular Víctor Aguéiev fou nomenat President del Consell de la Ciutat de Simferòpol. Les eleccions van ser deshonestes i encara més del 60 per cent de la població de Crimea vol quedar-se a Ucraïna.

## Ciutats germanes
Simferòpol està agermanada amb: Heidelberg (Alemanya); Kecskemét (Hongria); Salem a Massachusetts, Bursa i Eskişehir (Turquia); i Rousse (Bulgària).

## Persones il·lustres
A la ciutat visqueren i treballaren (o hi viuen i treballen) els següents personatges (les dates corresponen al temps que hi van passar):
- Valery Sigalevitch (1950), pianista clàssic.
- P. S. Pal·las, acadèmic, (1795—1810)
- O. S. Puixkin, poeta, (1820)
- О. S. Griboièdov, poeta, (1825)
- M. I. Purohov, cirurgià
- L. N. Tolstoi, escriptor
- І. К. Karpenko-Karyi, escriptor
- М. P. Starytskyi, escriptor
- М. К. Zankovetska, artista
- М. S. Sxepkin, artista
- І. V. Kurtxàtov, acadèmic
- Liudmila Blonska, atleta
- Andriy Hryvkó, ciclista
- Kelly Holiday, productor musical
- Adolf Joffe, bolxevic
- Iana Klotxkova, nedadora
- Zara Levina, compositora
- Iuri I. Manin, matemàtic
- Evhen Tsybulenko, professor
- Serguei Kariakin, Gran Mestre d'escacs
- Ekaterina Serebriànskaia, gimnasta
- Lev Sigalevitx, pintor
- Oleh Kòtov, astronauta
- Oleh Aleksandrovich Dzubenko, jurista
- Franz Josef Grenzebach jr. diplomàtic tsarista
- Zara Lévina, compositora i pianista.